# 永無寧日
《永無寧日》（英語：No Rest for the Wicked）是一款动作角色扮演游戏，由曾开发出《奥里与迷失森林》和《精灵与萤火意志》兩部获奖作品的Moon Studios开发。该游戏采用斜45度俯视角的魂系ARPG玩法，融合开放世界探索，于2024年4月18日以抢先体验版的形式登陆PC端Steam平台，正式版预计登录PC/PS5/Xbox Series X/S平台，目前处于持续更新阶段，正式版本則發售日期未定。玩家會在其中扮演一位前往「聖禮島」（Isola Sacra）調查瘟疫的聖戰士。

## 遊戲玩法
《永無寧日》是一款採用俯瞰視角的動作角色扮演遊戲，玩家在一開始時可自由創建自己的玩家角色。玩家在遊戲可收集各式武器，這些裝備分有不同的稀有度與獨特招式，且可通過符文強化以進一步提升其戰鬥力。該作的遊戲玩法與魂系十分相像，玩家可以用武器攻擊敵人、格擋、回避或翻滾躲閃，但上述所有動作皆需消耗體力。此外玩家穿著的盔甲也會影響到玩家的招式，舉例來說，玩家在穿著輕裝時健步如飛，也可在不消耗大量體力的情況下回避攻擊。玩家將控制一名擅用魔法的切里姆人（Cerim）聖戰士，他們的目的為前往「聖禮島」，驅除因瘟疫而變成危險且無智慧的怪物的當地居民。沿途上，切里姆會被捲入國君與反賊之間的內戰。
集中值在戰鬥期間會逐漸積聚，當其到達一定數量時，玩家便可發動特殊攻擊。若玩家角色死亡，他會在距離最近的「切里姆耳語點」（Cerim Whisper）重生，此後被擊殺的敵人將不在生成，曾受傷害者的生命值亦不會回復。玩家在推進《永無寧日》劇情的同時可獲得用於七個不同的領域（即生命值、力量、耐力、敏捷、信仰、智力和專注）的屬性點，以增強自身的戰鬥能力。除此之外還有一「軟職階」（Soft Class）玩家能藉此自由體驗不同的遊戲風格。
玩家最終將到達「聖城」（Sacrament）。「聖城」會隨著支線的進度逐漸發展，並解鎖額外的獎勵和職階機會，還可在城內購買與裝潢自已的房屋，而在野外找到的物品也能製作新裝備、家具，或改善城鎮的環境，但隱藏寶箱和材料則需在人跡罕至之處收集。此外若沒在推進任務時，玩家亦可從事釣魚和耕種等活動。玩家完成主線戰役即可解封名為「切里姆熔爐」（Cerim Crucible）的通關後內容，與遊戲內數一數二強的敵人對戰，測試自己的能耐。

## 開發
遊戲的開發商Moon Studios是一個有80人的工作室。在2023年12月披露《永無寧日》時，其共同創辦人兼技術總監根納季·科羅爾（Gennadiy Korol）表示他們已經開發該作近六年，且在2016年3月發行《奥里与迷失森林：決定版》後已正式立項，但工作室很快便因未做好準備，恐怕做不出集多人在線、PvP與3D角色扮演於一身的遊戲而停止全面開發，只留下一小團隊繼續製作，其他成員則致力在前年開工的《精灵与萤火意志》中。《永無寧日》在2018年步入全面開發階段，採用客製化的Unity引擎，並融合了包括互通地圖等前述兩作的元素。Moon Studios最初在遊戲內實驗性地加入《精灵与萤火意志》「泉源林地」（Wellspring Glades）中的基礎城鎮管理機制，發現效果良好後便開始對其進行大幅延伸。除此之外他們也打算開發四人合作模式和PvP多人競技模式。
Moon Studios的共同創辦人兼《永無寧日》的創意總監托馬斯·馬勒稱該作的戰鬥由動畫主導，旨在流露出「真情實感」。玩家需要細心觀察敵人的動作，以在最好的時機內反制或躲閃敵人的攻擊。遊戲的靈感來自FromSoftware作品、魔物獵人系列與格鬥遊戲，同時增添防止玩家一味只顧攻擊、不防不躲的體力系統，從而鼓勵他們在發動攻勢前考慮周全對策。《永無寧日》的視覺特效猶似繪畫。開發人員認為如過分追求相片般的真實感會削弱作品的特色性，並且不採用卡通渲染風格，以確保遊戲在保有豐富細節的同時給玩家「沉浸式的體驗」。該作的故事和世界觀則深受冰與火之歌和莎士比亞作品的影響。Moon Studios希望《永無寧日》能跳脫聖靈之光系列的「小型寓言式」故事結構，轉變成一部具真實存在人物、有其故事線及與其他角色之間衝突的「史詩級奇幻鉅作」。馬勒在2023年2月將《流亡黯道》和暗黑破坏神系列列為潛在的競爭對手。

## 發行
Take-Two Interactive旗下專門負責發行小型工作室作品的子公司Private Division在2020年7月宣佈將與Moon Studios合作開發後者的下一款遊戲，並在三年後的2023年12月首次亮相於當屆的遊戲大獎頒獎禮。
《永無寧日》在2024年4月18日於Microsoft Windows上發行抢先体验版，其中包含開篇章節，後續則會公開更多故事章節、遊戲機制與多人遊戲模式，同時間也計劃在此之後推出PlayStation 5和Xbox Series X/S版。同年11月，Take-Two宣佈他們已將Private Division出售予一非公開買家，但仍握有《永無寧日》的版權，並將繼續支援它的開發工作。到了2025年3月， Moon Studios稱已從Take-Two Interactive手中收回該作的發行權。

## 外部連結
- 官方网站